# Bosques de hayas

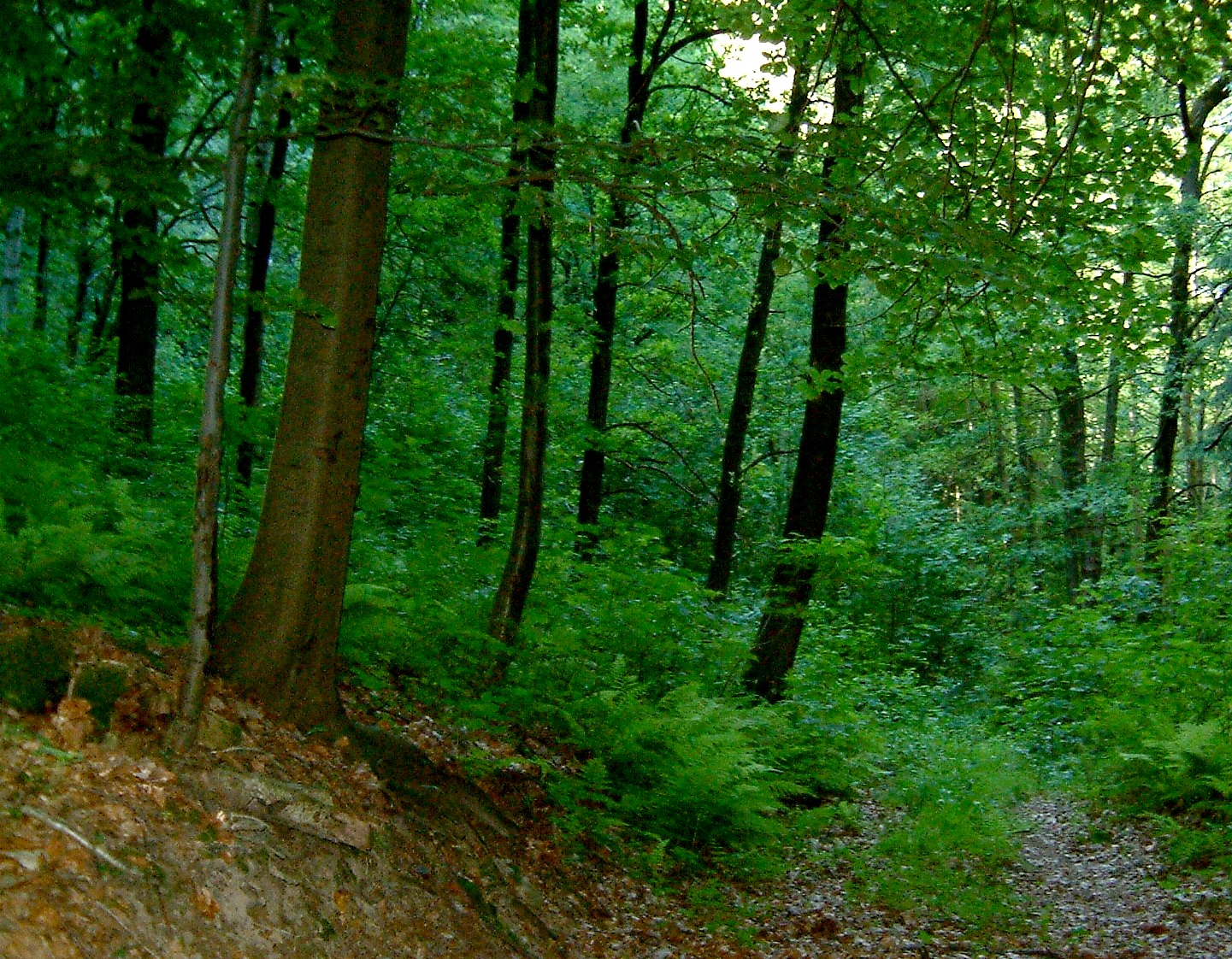
Bosque de haya

Los bosques de hayas están en zonas de vegetación en que predomina la vegetación arborícola y angiospérmica. Ellas están presentes tanto en las zonas templadas, como también en las subtropicales y tropicales. 
El límite entre los bosques de hayas y las de resinosas se sitúa entre altitudes de 600-1300 metros, dependiendo del terreno, sustrato y microclima, que a veces conducen a una inversione de la vegetación.

## Vegetación
Los principales árboles de los bosques de haya están: el sauce, el tilo, castaño, aninul, el carpe, gorunul, el álamo, la magnolia, el roble, la haya, el abedul, el arce, frasinul, el olmo, la acacia, quercus frainetto, acer campestre etc. Desde un punto de vista taxonómico incluye las siguientes familias: Altingiaceae, Betulaceae, Fagaceae, Buxaceae, Cornaceae, Fabaceae, Malinae, Tilioideae, Lauraceae, Oleaceae, Platanaceae, Rosaceae, Sapindaceae, Aquifoliaceae, Ulmaceae, Salicaceae y el árbol Ginkgo biloba.
En otoño, cuándo a los árboles los caiga las hojas, su función clorofílica cesa.
- La forma de la corona está determinada en función de lugar de crecimiento: los árboles aislados tienen la corona en la forma de cúpula o de esfera, mientras que, en el marco masivas forestales, su desarrollo es limitado.
- En la función de la intensidad de la luz, las hojas tienen diferentes características anatómicas, morfológicas y fisiológicas: las hojas de luz están más pequeñas, más gruesas, con una red más densa de nervios y más estomas, comparativo con las hojas de sombra.
- Índice de superficie de la hoja (ISF) depende del valor del suministro de agua y con sustancias minerales; disminuye en caso de suministro insuficiente de agua y minerales; a los bosques puros de roble ISF = 5 (en los años húmedos puede estar más grande). En otros bosques caducifolios el ISF puede superar 8, para todas las especies, incluidos los arbustos (H. Walter, 1974).
- La única forma de adaptación de las especies vegetales frente a las bajas temperaturas invernales es el endurecimiento de las hojas  (cambios físico-químicos en el protoplasma), proceso fisiológico que se produce en otoño.Al endurecerse, la resistencia al frío de las yemas de los árboles puede aumentar de -5 °C en otoño a -25 °C e incluso -35 °C en invierno; al endurecerse, los árboles que crecen en latitudes medias están protegidos del daño por heladas; la muda se produce en primavera, con el calentamiento del aire.

## Fauna
En estos bosques viven: el lobo, la zorra, la cierva, el jabalí, la marta, la ardilla, gata salvaje, el tordo, mierla, el cuco, ciocănitoarea, el ruiseñor, el jilguero etc.
- Condiciones ecológicas
  - Clima fresco, con inviernos ni demasiado severos ni demasiado largos, con veranos cortos y moderados en cuanto a temperatura.
  - Las estaciones de transición, la primavera y el otoño, se caracterizan por periodos de frío, la juego de un rol capital.
  - Periodos destacados de sequía inexistentes.
  - Las precipitaciones son abundantes (cca 400-500 mm/año) y repartidas de forma uniforme a lo largo del año.
  - Los suelos son morenos de bosque, más o menos lixiviado; en la función de grado de acidez y de humedad, ellas corresponden a unos asociaciones vegetales claro diferenciadas.